# Cercle de Valeriepieris
 (mars 2024).
La mise en forme du texte ne suit pas les recommandations de Wikipédia : il faut le « wikifier ».
Les points d'amélioration suivants sont les cas les plus fréquents. Le détail des points à revoir est peut-être précisé sur la page de discussion.
- Les titres sont pré-formatés par le logiciel. Ils ne sont ni en capitales, ni en gras.
- Le texte ne doit pas être écrit en capitales (les noms de famille non plus), ni en gras, ni en italique, ni en « petit »…
- Le gras n'est utilisé que pour surligner le titre de l'article dans l'introduction, une seule fois.
- L'italique est rarement utilisé : mots en langue étrangère, titres d'œuvres, noms de bateaux, etc.
- Les citations ne sont pas en italique mais en corps de texte normal. Elles sont entourées par des guillemets français : « et ».
- Les listes à puces sont à éviter, des paragraphes rédigés étant largement préférés. Les tableaux sont à réserver à la présentation de données structurées (résultats, etc.).
- Les appels de note de bas de page (petits chiffres en exposant, introduits par l'outil «  Source ») sont à placer entre la fin de phrase et le point final[comme ça].
- Les liens internes (vers d'autres articles de Wikipédia) sont à choisir avec parcimonie. Créez des liens vers des articles approfondissant le sujet. Les termes génériques sans rapport avec le sujet sont à éviter, ainsi que les répétitions de liens vers un même terme.
- Les liens externes sont à placer uniquement dans une section « Liens externes », à la fin de l'article. Ces liens sont à choisir avec parcimonie suivant les règles définies. Si un lien sert de source à l'article, son insertion dans le texte est à faire par les notes de bas de page.
- La présentation des références doit suivre les conventions bibliographiques. Il est recommandé d'utiliser les modèles {{Ouvrage}}, {{Chapitre}}, {{Article}}, {{Lien web}} et/ou {{Bibliographie}}. Le mode d'édition visuel peut mettre en forme automatiquement les références.
- Insérer une infobox (cadre d'informations à droite) n'est pas obligatoire pour parachever la mise en page.

Pour une aide détaillée, merci de consulter Aide:Wikification.
Si vous pensez que ces points ont été résolus, vous pouvez retirer ce bandeau et améliorer la mise en forme d'un autre article.

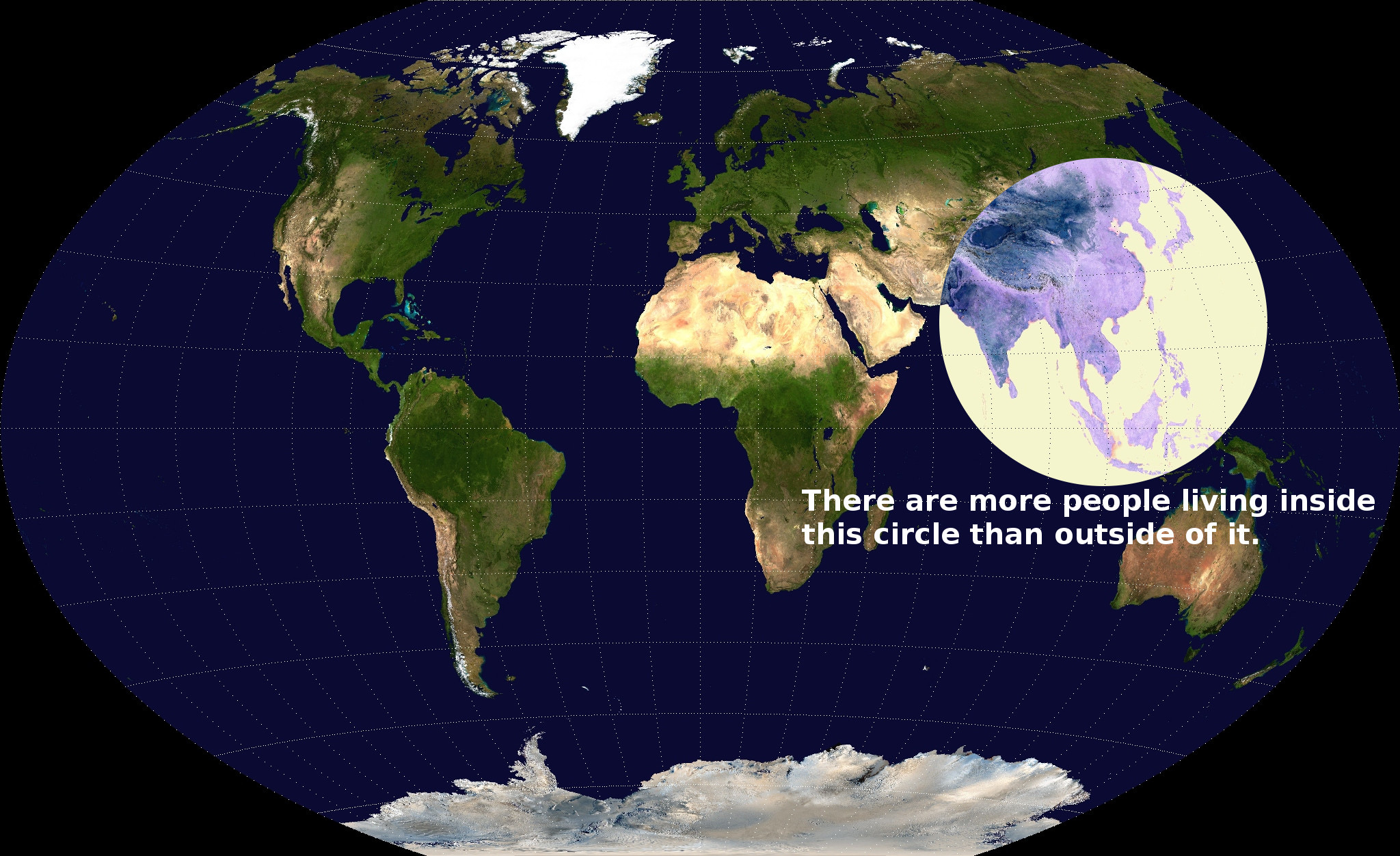
La carte originale de 2013, réalisée par Ken Myers, avec l'intérieur du cercle inversé

Un cercle de Valeriepieris,,  est une figure dessinée à la surface de la Terre dont la majorité de la population humaine vit à l'intérieur de celle-ci. Le concept a été popularisé à l'origine par une carte publiée sur Reddit en 2013, réalisée par un professeur d'anglais du Texas nommé Ken Myers, dont le nom d'utilisateur sur le site a donné son nom au cercle. Le cercle original de Myers ne couvre qu'environ 6,7 % de la surface totale de la Terre, avec un rayon d'environ 4 000 kilomètres, centré dans la mer de Chine méridionale. La carte est devenue un mème populaire et a été présentée dans de nombreux médias sur Internet,,. La carte originale de Myers utilise la projection de Winkel-Tripel, ce qui signifie que son cercle, n'ayant pas été ajusté à la projection, ne correspond pas à un cercle à la surface d'une sphère,.

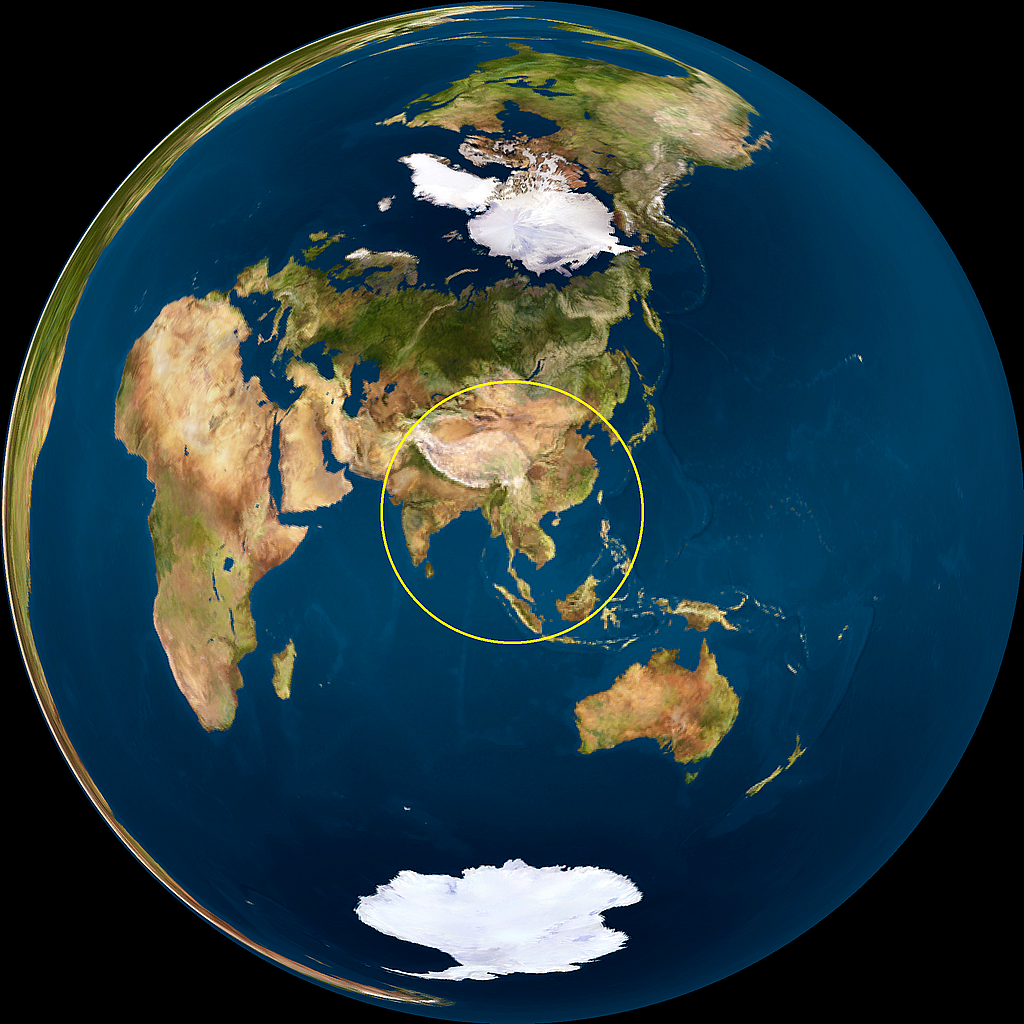
Le cercle de Danny Quah (2015), sur une projection azimutale de Lambert à aire égale. La fraction de l'aire du cercle par rapport à celle du globe est égale à son équivalent sur Terre

En 2015, le professeur singapourien Danny Quah, avec l'aide d'un stagiaire nommé Ken Teoh, a vérifié l'affirmation initiale de Myers et a présenté un nouveau cercle considérablement plus petit, centré sur la ville de Mong Khet au Myanmar, avec un rayon d'environ 3 300 kilomètres. Quah a affirmé que ce cercle était le plus petit possible, ayant été produit à partir de calculs plus rigoureux et de données mises à jour, et qu'il s'agissait également d'un cercle approprié à la surface de la Terre.
En 2022, le cercle initial de Myers a de nouveau été testé par Riaz Shah, professeur à la Hult International Business School. Shah a utilisé les données récemment publiées du World Population Prospects des Nations Unies pour estimer que 4,2 milliards de personnes vivaient à l'intérieur du cercle en 2022, sur une population humaine totale de 8 milliards.